# Wyspy Salomona na Mistrzostwach Świata w Lekkoatletyce 2013
Wyspy Salomona na Mistrzostwach Świata w Lekkoatletyce 2013 – reprezentacja Wysp Salomona podczas mistrzostw świata w Moskwie liczyła 1 zawodniczkę, która nie zdobyła medalu.

## Występy reprezentantów Wysp Salomona
| Konkurencja          | Zawodniczka    | Eliminacje | Eliminacje | Półfinał | Półfinał | Finał    | Finał   |
| Konkurencja          | Zawodniczka    | Rezultat   | Pozycja    | Rezultat | Pozycja  | Rezultat | Pozycja |
| -------------------- | -------------- | ---------- | ---------- | -------- | -------- | -------- | ------- |
| Bieg na 100 m kobiet | Pauline Kwalea | 13,53      | 45.        | NQ       | NQ       | NQ       | NQ      |